# Maryline Monthieux
Maryline Monthieux (* im 20. Jahrhundert auf Martinique) ist eine französische Filmeditorin, die in ihrer 20-jährigen Karriere bei über 20 Kino-Produktionen für den Filmschnitt verantwortlich war. Darunter sind Filme des modernen europäischen Kinos wie Die süße Kunst des Müßiggangs, Die purpurnen Flüsse, Golden Door, Gainsbourg – Der Mann, der die Frauen liebte oder Auf den Spuren des Marsupilami.

## Leben und Karriere
Maryline Monthieux, geboren mit afrikanischen Wurzeln auf Martinique,  begann ihre Laufbahn Mitte der 1980er Jahre als Schnittassistentin bei François Leterriers romantischem Thriller Der Leibwächter. Es folgten in den laufenden Jahren weitere Assistenten-Engagements für preisgekrönte französische Kinoproduktionen wie Patrice Lecontes Die Verlobung des Monsieur Hire oder Der Mann der Friseuse sowie das Jean-Jacques Beineix Drama IP5 – Insel der Dickhäuter mit Yves Montand.
Zu Beginn der 1990er Jahre begann Monthieux dann als hauptverantwortliche Editorin zu arbeiten. Neben einigen Kurzfilmen betreute sie auch Kinofilme wie Rémy Duchemins Komödie Der Geschmack der Frauen, Die süße Kunst des Müßiggangs für Regisseur Nae Caranfil oder Michel Blancs Drama Mauvaise passe.
2001 wurde sie für Mathieu Kassovitz Thriller Die purpurnen Flüsse das erste Mal für den César nominiert. Weitere Nominierungen erhielt sie für Jean-Paul Rappeneaus Mysteryfilm Bon Voyage und die Biografie Gainsbourg – Der Mann, der die Frauen liebte von Regisseur Joann Sfar. Für Emanuele Crialeses Historiendrama Golden Door erhielt Maryline Monthieux eine Nominierung für den italienischen David di Donatello Award.
Im Jahr 2011 war sie Jury-Mitglied des Cinamazonia Festivals in Französisch-Guayana.
2012 verpflichtete sie der Regisseur Alain Chabat als Filmeditorin für seinen Abenteuerfilm Auf den Spuren des Marsupilami mit Jamel Debbouze in der Hauptrolle.

## Filmografie

### Kino
- 1993: Der Geschmack der Frauen (Fausto)
- 1994: Grosse fatigue
- 1996: Ein Samstag auf Erden (Un samedi sur la terre)
- 1998: Die süße Kunst des Müßiggangs (Dolce far niente)
- 1999: Mauvaise passe
- 2000: Die purpurnen Flüsse (Les Rivières pourpres)
- 2001: Absolument fabuleux
- 2002: Küss mich, wenn du willst (Embrassez qui vous voudrez)
- 2003: Bon Voyage
- 2004: Die Samurai der Moderne – Die dunkle Seite (Les fils du vent)
- 2005: Animal
- 2006: Golden Door (Nuovomondo)
- 2007: Die Kammer der toten Kinder (La chambre des morts)
- 2008: Das Mädchen aus Monaco (La fille de Monaco)
- 2009: Erreur de la banque en votre faveur
- 2010: Gainsbourg – Der Mann, der die Frauen liebte (Gainsbourg (Vie héroïque))
- 2011: Die Katze des Rabbiners (Le chat du rabbin)
- 2012: Auf den Spuren des Marsupilami (Sur la piste du Marsupilami)
- 2013: The Dance of Reality (La danza de la realidad)
- 2014: Escobar: Paradise Lost
- 2015: The Lady in the Car with Glasses and a Gun (La dame dans l'auto avec des lunettes et un fusil)
- 2016: Endless Poetry (Poesía sin fin)
- 2016: Shut In
- 2017: Sous le même toit
- 2018: Kiss & Tell
- 2019: All About Yves
- 2020: Zehn Tage ohne Mama (10 jours sans maman)

### Fernsehen
- 2000: Drogenszenen (Scénarios sur la drogue, 1 Episode)

### Kurzfilme
- 1994: La trêve
- 1994: Les vampes
- 1997: Mon jour de chance

## Auszeichnungen
- 2001: Nominierung für den César in der Kategorie für den Besten Schnitt für Die purpurnen Flüsse
- 2004: Nominierung für den César in der Kategorie für den Besten Schnitt für Bon Voyage
- 2007: Nominierung für den David di Donatello Award in der Kategorie für den Besten Schnitt für Golden Door
- 2011: Nominierung für den César in der Kategorie für den Besten Schnitt für Gainsbourg – Der Mann, der die Frauen liebte